# Katarzyna Glińska-Lewczuk
Katarzyna Glińska-Lewczuk – polska hydrolog, profesor nauk rolniczych.

## Życiorys
W 1993 ukończyła studia geograficzne na Uniwersytecie Gdańskim, w 2001 obroniła pracę doktorską pt. Charakterystyka odpływu substancji rozpuszczonych ze zlewami górnej Łyny, której promotorem był prof. Józef Koc, w 2010 habilitowała się na podstawie pracy zatytułowanej Uwarunkowania jakości wód starorzeczy w krajobrazie młodoglacjalnym. W 2018 uzyskała tytuł profesora nauk rolniczych.
Pracuje na Uniwersytecie Warmińsko-Mazurskim w Olsztynie, oraz jest członkiem Komitetu Nauk Agronomicznych PAN.
Była zatrudniona w Szkole Wyższej im. Bogdana Jańskiego w Warszawie.

## Odznaczenia
- Brązowy Krzyż Zasługi (2017)[4]